# Consorcio de Universidades del Estado de Chile
El Consorcio de Universidades del Estado de Chile (Cuech) es una corporación sin fines de lucro que reúne a las dieciocho Universidades Estatales o Públicas de Chile. Fue fundada el 13 de mayo de 1993, y obtuvo su personalidad jurídica el 7 de enero de 1994.
Estas universidades tienen su origen en las distintas sedes de la Universidad de Chile, y la desaparecida Universidad Técnica del Estado, que fueron separadas de sus respectivas matrices a partir del año 1981, durante la Dictadura Militar, para dar origen a universidades descentralizadas, fundamentalmente de carácter regional.

## Universidades Estatales

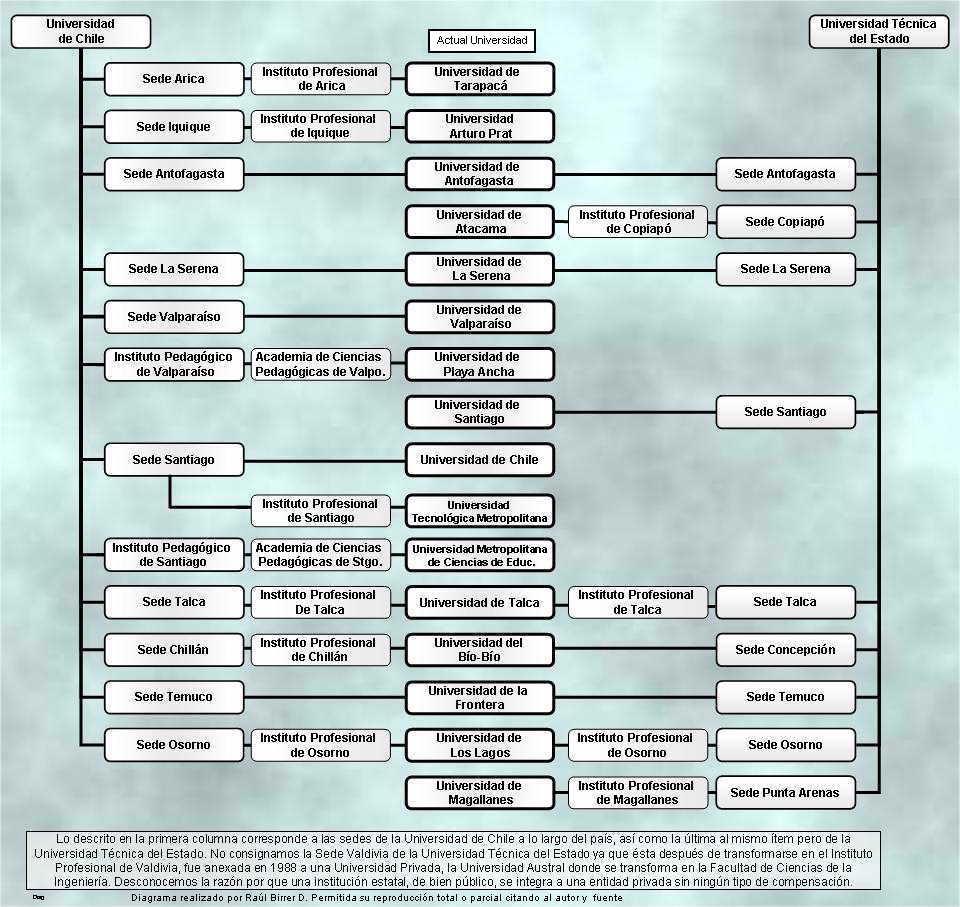
Esquema de la creación de universidades regionales a partir de las sedes de la U. de Chile y la UTE

Las universidades estatales son reconocidas por ser establecimientos no sujetos a intereses particulares, políticos, religiosos, económicos o de otra índole. Esto por cuanto realizan su función básica, de búsqueda, transmisión y renovación crítica del saber en un nivel superior, así como de la promoción de la creación artística y de la difusión cultural, sin restricción de ninguna naturaleza, como no sean las de orden estrictamente académico, y sin adscribirse a ningún otro marco ideológico o religioso, que no sea el interés general del país y el de satisfacer las necesidades de su desarrollo en el nivel nacional y regional. 
Son consideradas universidades públicas por ser de propiedad estatal, a diferencia las restantes nueve Universidades Tradicionales del Consejo de Rectores de las Universidades Chilenas, que están constituidas como instituciones de Derecho Privado (tres universidades: la Universidad de Concepción, la Universidad Técnica Federico Santa María y la Universidad Austral de Chile) o bien pertenecen a la Iglesia católica en Chile (seis universidades: Pontificia Universidad Católica de Chile, Pontificia Universidad Católica de Valparaíso, Universidad Católica del Norte, Universidad Católica de la Santísima Concepción, Universidad Católica del Maule y Universidad Católica de Temuco, estas tres últimas derivadas de la Pontificia Universidad Católica de Chile). En dicho consejo existen además otras tres universidades consideradas no tradicionales y aceptadas en los últimos años.
Al ser las universidades estatales instituciones públicas sus trabajadores de planta (cuerpo docente y otros funcionarios) son funcionarios públicos y sus bienes son de propiedad estatal. Por lo mismo, las compras y aprovisionamiento que requieran deben realizarlas a través de Dirección de Compras y Contratación Pública (ChileCompra) y sus actuaciones se realizan bajo el control de legalidad de la Contraloría General de la República de Chile, como el resto de la administración pública.

## Miembros
El Consorcio de Universidades del Estado de Chile está conformado por las 18 universidades estatales de Chile, todas ellas pertenecientes además al Consejo de Rectores de las Universidades Chilenas.

### Universidades miembros del Consorcio según su orden de creación
1. Universidad de Chile, 19 de noviembre de 1842.
2. Universidad de Valparaíso, 12 de febrero de 1981.
3. Universidad de Antofagasta, 20 de marzo de 1981.
4. Universidad de La Frontera,  20 de marzo de 1981.
5. Universidad de La Serena, 20 de marzo de 1981.
6. Universidad de Santiago de Chile, 21 de marzo de 1981.
7. Universidad de Atacama, 26 de octubre de 1981.
8. Universidad de Magallanes, 26 de octubre de 1981.
9. Universidad de Talca, 26 de octubre de 1981.
10. Universidad de Tarapacá, 11 de diciembre de 1981.
11. Universidad Arturo Prat, 14 de diciembre de 1984.
12. Universidad de Playa Ancha, 4 de septiembre de 1985.
13. Universidad Metropolitana de Ciencias de la Educación, 4 de septiembre de 1985.
14. Universidad del Bío-Bío, 29 de septiembre de 1988.
15. Universidad de Los Lagos, 30 de agosto de 1993.
16. Universidad Tecnológica Metropolitana, 30 de agosto de 1993.
17. Universidad de Aysén, 7 de agosto de 2015.
18. Universidad de O'Higgins, 7 de agosto de 2015.

## Misión y objetivos
La misión del Consorcio de Universidades del Estado de Chile es «constituir un marco institucional de carácter permanente para desarrollar la coordinación, cooperación y complementación de todas las actividades propias de las universidades estatales, propiciando el espacio común que fortalezca sostenidamente a sus instituciones miembros con impacto en los ámbitos interno y externo». Sus objetivos son:
- Ser una instancia de coordinación, cooperación y complementación
- Estudiar, promover y evaluar políticas públicas
- Definir e identificar áreas y problemas de interés común
- Desarrollar acciones conjuntas en aspectos académicos, administrativos y económicos
- Favorecer el intercambio de información y asociación
- Aprovechar el uso compartido de recursos disponibles

## Organización
El Directorio del Consorcio de Universidades del Estado de Chile, periodo 2024-2026, quedó conformado por los siguientes rectores:
- Osvaldo Corrales, de la Universidad de Valparaíso (Presidente)
- Rosa Devés, de la Universidad de Chile
- José Manipani, de la Universidad de Magallanes
- Luperfina Rojas, de la Universidad de La Serena
- Rodrigo Vidal, de la Universidad de Santiago de Chile